# Crenans
Crenans là một xã trong vùng hành chính Franche-Comté, thuộc tỉnh Jura, quận Saint-Claude, tổng Moirans-en-Montagne. Tọa độ địa lý của xã là 46° 27' vĩ độ bắc, 05° 44' kinh độ đông. Crenans nằm trên độ cao trung bình là 660 mét trên mực nước biển, có điểm thấp nhất là 596 mét và điểm cao nhất là 899 mét. Xã có diện tích 8.82 km², dân số vào thời điểm 2006 là 236 người; mật độ dân số là 27 người/km².

## Thông tin nhân khẩu
| 1962 | 1968 | 1975 | 1982 | 1990 | 1999 |
| ---- | ---- | ---- | ---- | ---- | ---- |
| 123  | 127  | 123  | 171  | 201  | 220  |